# Сейсмічність Ліхтенштейну
Територія Ліхтенштейну характеризується помірною, але не досить активною сейсмічністю.

## Загальна характеристика
Територія Ліхтенштейну розташована в горах Альпах та об'єднує доволі відмінні одна від іншої за природою та рельєфом географічні області, від долин та низовин — до району альпійської складчастості. Тектонічні процеси, що призвели до утворення  гірської системи в цій місцевості все ще активні, і невеликі землетруси не є рідкістю, однак переважну більшість землетрусів з осередками у Ліхтенштейні фіксують лише високочутливі прилади.

## Землетруси у минулі століття
З 1970 року, у Ліхтенштейні сталося принаймні 31 землетрус магнітудою вище 4,0 Мw.

## Землетруси XXI століття

### 2022
1 вересня в Ліхтенштейні, за даними Німецького науково-дослідного центру геонаук сталося два сильно відчутних (за шкалою інтенсивності МSK-64) землетруси магнітудою 4,0 та 3,9 балів (за шкалою Ріхтера). За повідомленням інформаційного агентства Associated Press, землетруси сталися саме в той момент, коли законодавці крихітного альпійського князівства обговорювали переваги та недоліки обов'язкового страхування від землетрусів.